# Fryderyk August Breza
Fryderyk August hrabě Breza, německy Friedrich August von Goray-Breza (14. ledna 1859 Drážďany – 4. listopadu 1908 Krakov), byl rakouský šlechtic a politik polské národnosti z Haliče, na počátku 20. století poslanec Říšské rady.

## Biografie
Byl šlechtického původu. Měl hraběcí titul. Jeho otec byl saským, později polským důstojníkem. Od roku 1888 byla jeho manželkou hraběnka Maria Żaba.
Působil i jako poslanec Říšské rady (celostátního parlamentu Předlitavska), kam usedl v doplňovacích volbách do Říšské rady roku 1906 za kurii velkostatkářskou v Haliči. Nastoupil 24. dubna 1906. Vstoupil do poslaneckého Polského klubu.
Syn Edward Fryderyk Breza (1891–1943) byl majorem polské armády, který zahynul v koncentračním táboře Osvětim.
Zemřel v listopadu 1908.